# Гаррі Бебкок
Генрі Стоддард «Гаррі» Бебкок (англ. Henry Stoddard "Harry" Babcock; нар. 15 грудня 1890 — пом. 5 червня 1965) — американський легкоатлет, який спеціалізувався в стрибках з жердиною.

## Із життєпису
Олімпійський чемпіон зі стрибків з жердиною (1912). На Іграх-1912 також брав участь у змаганнях десятиборців, проте достроково припинив участь у цій дисципліні.
Фіналіст (4-е місце) олімпійських змагань зі стрибків у довжину (1908).
Дворазовий чемпіон США зі стрибків з жердиною (1910, 1912). Дворазовий чемпіон США зі стрибків з жердиною у довжину (1909, 1911).
По завершенні спортивної кар'єри займався продажем деревини.